# Фара, Джованни Франческо
Джованни Франческо Фара (итал. Giovanni Francesco Fara;  4 февраля 1543, Сассари — 1591, Боза) — выдающийся сардинский историк, прозаик, географ, гуманист XVI века, священнослужитель, епископ Бозы. Доктор обоих прав. Считается «отцом истории Сардинии».

## Биография
Родился в знатной семье города Бозы. Его отец был солиситором.
Начальное образование получил на Сардинии, затем переехал в Пизу. Изучал право и философию в Королевском испанском колледже (Collegio di Spagna) в Болонье. Слушал лекции известного историка Камилло Порцио. Вернувшись в Пизу, в 1567 году получил степень доктора обоих прав. В том же году опубликовал во Флоренции трактат De essentia infantis на латыни, единственную работу, сохранившуюся до сегодняшнего дня. 
Собирал информацию для своих трудов в Пизе, Флоренции, Болонье и Риме . 
В 1568 году вернулся в Сассари, где стал протоиереем местной церкви. 
Позже, занимал важные церковные должности, в 1591 году был назначен епископом Бозы.
Умер в том же году.
Его большая библиотека была подарена Университету Кальяри. 

## Избранные труды
- Tractatus de essentia infantis, proximi infantiae et proximi pubertatis (1567)
- De rebus sardois (4 тома, первое изд. в 1580 году, остальные в 1835 году)
- De corographia Sardiniae (опубликовано в XIX веке)